# Пейлз, Уильям Артур
Уи́льям Арту́р Пейлз (англ. William Arthur Pailes; род. 1952) — астронавт США. Совершил один космический полёт на шаттле: STS-51J (1985, «Атлантис»), полковник ВВС США.

## Личные данные и образование
Пейлз родился 26 июня 1952 года в городе Хакенсак, Нью-Джерси, но своим родным считает город Киннелон (Нью-Джерси), где в 1970 году окончил среднюю школу. Затем, в 1974 году в Академии ВВС США, в Колорадо-Спрингс, он получил степень бакалавра наук в области компьютерных наук. С 1974 по 1975 он занимался подготовкой пилотов на авиабазе «Уильямс», штат Аризона, где он проходил подготовку в качестве пилота самолёта «HC-130 Геркулес», для участия в поисково-спасательных работах при непредвиденных ситуациях с космическими аппаратами. В 1978 году он поступил в школу пилотов. В 1981 году Пейлз получил степень магистра наук в области компьютерных наук в  Техасском Университете (сельского хозяйства и механизмов). Был диаконом и казначеем в своей церкви в Эль-Сегундо, штат Калифорния. Жена - Бренда С. Барлезон, дочь - Лейси Александра.

## До НАСА
С декабря 1975 года до июля 1980 года Пейлз служил пилотом на самолёте HC-130 для спасательных операциях воздушно-космической службы поиска и спасения на авиабазе ВВС «Маклиллан», штат Калифорния и на базе Королевских ВВС в Вудбридже, в Великобритании. Тогда он был менеджером, занимался разработкой операционных систем и программным обеспечением для мини-компьютеров. С января по декабрь 1982 года служил в штаб-квартире военного командования воздушных перевозок на авиабазе «Скотт», штат Иллинойс. Воинские звания: капитан ВВС (1982 год), подполковник (1987 год), полковник (1995 год и с 1995 года - в резерве). 
.

## Подготовка к космическому полёту
В августе 1982 года был зачислен во вторую группу военных астронавтов (MSE: Manned Spaceflight Engineer Program) ВВС США. Прошёл Курс общекосмической подготовки (ОКП) с января 1983 года по январь 1984 года. В октябре 1984 года был назначен специалистом по полезной нагрузке в экипаж STS-51J.

## Космический полёт
- Первый полёт — STS-51J[3], шаттл «Атлантис» (первый старт). C 3 по 7 октября 1985 года в качестве специалиста по полезной нагрузке. Это второй запуск челнока в интересах Министерства обороны США, на орбиту были выведены два военных спутника связи «USA-11» и «USA-12» (типа DSCS-III). Продолжительность полёта составила 4 суток 1 час 46 минут[4].

Общая продолжительность полётов в космос — 4 суток 1 час 46 минут.
В 1987 году принял участие в 12-м наборе астронавтов НАСА. Стал финалистом (117 человек), был вызван (на 22 марта 1987 года) на недельное медицинское обследование и собеседование в Космический центр имени Джонсона, был включён в состав третьей группы финалистов. В отряд НАСА зачислен не был. Ушёл из группы астронавтов в середине 1987 года.

## После полёта
С января 1983 по 1990-е годы на авиабазе ВВС в Лос-Анджелесе, Калифорния, занимался инженерными вопросами, связанными с  программой отбора кандидатов и самими пилотируемыми космическими полётами. После ухода из группы астронавтов служил на авиабазе ВВС «Гэрлбарт Филд» во Флориде, в Командовании ВВС по проведению специальных операций. В 1992 - 1995 годах  в Пентагоне был начальником Агентства по оборонным информационным системам. В октябре 1995 года перешёл в резерв ВВС.
В 2002 году руководил Программой «Добровольная военная подготовка для школьников» (с присвоением звания офицера запаса), в средней школе в Графстве Наварро. Затем, c августа 2002 года по 2011 год был инструктором в рамках этой же программы в городе Корсикана, Техас, старшим преподавателем предмета «Аэро/Космонавтика». С августа 2011 года - инструктор и старший преподаватель по этой же программе в городе Темпл, Техас.

## Награды и премии
Награждён: Медаль «За космический полёт» (1985) и многие другие.